# Mollans-sur-Ouvèze
Mollans-sur-Ouvèze é uma comuna francesa na região administrativa de Auvérnia-Ródano-Alpes, no departamento de Drôme. Estende-se por uma área de 19,96 km². Em 2010 a comuna tinha 1 087 habitantes (densidade: 54,5 hab./km²).